# Щербиновка (Харьковская область)
Щербиновка (укр. Щербинівка), село,
Замиський сельский совет,
Валковский район,
Харьковская область, Украина.
Код КОАТУУ — 6321282510. Население по переписи 2001 г. составляет 32 (14/18 м/ж) человека.

## Географическое положение
Село Щербиновка находится в 4-х км от г. Валки, на расстоянии в 2 км расположены населенные пункты Перепелицевка и Малая Кадыгробовка, рядом с селом находятся нескольно лесных массивов: лес Почтовый, лес Казённый, Кашпуров Лес (дуб).

## История
- 1700 - приблизительная дата основания Замоського (центра сельсовета) с сайта Верховной Рады. Дата основания данного хутора - ?
- В 1940 году, перед ВОВ, на хуторе Щербиновка были 60 дворов и ветряная мельница.[1]